# Louis Wijsenbeek
Louis Jacob Florus Wijsenbeek (Rotterdam, 21 april 1912 – München, 17 mei 1985) was een Nederlands kunsthistoricus en directeur van het Haags Gemeentemuseum.

## Biografie
Wijsenbeek was de oudste zoon van de eerste Joodse notaris in Rotterdam. Aanvankelijk studeerde hij rechten aan de Universiteit van Leiden met als bedoeling de praktijk van zijn vader over te nemen. Hij volgde echter zijn passie voor kunst en promoveerde in de kunstgeschiedenis aan de Universiteit van Utrecht.
Zijn museale carrière begon voor de Tweede Wereldoorlog bij het Haags Gemeentemuseum. In de oorlog, nadat hij door de bezetter ontslagen was als conservator, gaf hij als vrijwilliger les aan het Joods Lyceum Rotterdam, waar kinderen les volgden die uit hun oorspronkelijke school waren verwijderd. 
In 1943 werd hij door de Duitsers bij een bezoek in Den Haag gearresteerd en geïnterneerd in achtereenvolgens de gevangenis van Scheveningen (Oranjehotel) en de strafbarak van kamp Westerbork. Wijsenbeek is waarschijnlijk gearresteerd door toedoen van Friedrich Weinreb, althans zo blijkt uit het onderzoeksrapport over de affaire-Weinreb opgesteld door het NIOD. Door bemiddeling van kunstschilder Sierk Schröder werd hij vrijgesteld van transport tot de bevrijding.
In 1947 werd hij directeur van het Prinsenhof in Delft. In 1951 werd hij directeur van het Gemeentemuseum in Den Haag en bleef dit tot 1974. Als directeur van het Haags Gemeentemuseum zorgde Wijsenbeek ervoor dat de verzamelaar Sal Slijper zijn collectie Mondriaanschilderijen naliet aan het museum. Deze schilderijen vormen de kern van de wereldberoemde Haagse Mondriaancollectie.

## Monuments Man
Aan deportatie naar een vernietigingskamp ontsnapt, werd Wijsenbeek na de Bevrijding gerekruteerd door het pas opgerichte Stichting Nederlands Kunstbezit, de organisatie binnen het Ministerie van Onderwijs, Kunsten en Wetenschappen, dat zich inzette voor het terugvinden van de door de nazi's geroofde kunstgoederen. Eerst werkte hij op het hoofdkwartier van de stichting in Amsterdam, maar weldra werd hij als Nederlands expert een van de Monuments Men.
Voor de volgende twee jaar werkte hij aan het identificeren van Nederlandse kunstwerken, archieven en andere culturele objecten die zich in de verschillende opslagplaatsen in Duitsland en Oostenrijk bevonden. Hij leidde heel wat ondervragingen van individuen die over de bergplaatsen konden informeren, onder meer Rose Bauer, secretaresse van de belangrijke nazi en kunsthandelaar dr. Kajetan Mühlmann.
Hij beëindigde deze activiteit in september 1947 en keerde toen naar de museumdirectie terug.

## Publicaties
- (samen met J.J.P. Oud) Mondriaan, Standaard, 1962.
- Mij spreekt de blomme een tale. Een briefwisseling over de betekenis van bloem en plant met dr. Anne Berendsen, Anton van Duinkerken, dr. A. Schierbeek, prof.dr.ir. J.T.P. Bijhouwer, A.D. Hosman en Emilie van Waalre, Delft, W. Gaade, 1952.
- (samen met Erkelens, A.M. Louise E.) Oud Delft, een serie historische publicaties over Delft en Delvenaren. I. Delfts zilver. De wandtapijtkunst te Delft. Nijgh en van Ditmar, Rotterdam, Den Haag.
- (samen met W. A. L. Beeren) Groninger grafiek. Vernieuwing in de jaren 20, Den Haag, Haags Gemeentemuseum, 1960.